# Alejandro Martínez (actor)
Alejandro Martínez García (Bogotá, 22 de diciembre de 1966) es un actor y músico colombiano.
Cónyuge Adriana Arboleda  de 1997-2000

## Biografía

### Primeros años
Egresado del colegio San Bartolomé La Merced, de la ciudad de Bogotá, en 1984. En 1985, desde el primer semestre se metió de lleno en la actuación. En 1996, se graduó de comunicador social en la Pontificia Universidad Javeriana de Bogotá.
Apareció por primera vez en la televisión colombiana haciendo un comercial. Tuvo la oportunidad de vincularse a RCN Televisión e hizo su primer papel en la telenovela El cacique y la diosa. Su papel más recordado es el de Cristóbal, en La maldición del paraíso, de 1993, un rol que marcó a Alejandro Martínez al extremo que bautizó a su hijo con ese nombre.
Su primera actuación como protagonista fue en la telenovela La rosa de los vientos, junto con María Cecilia Botero y Aura Cristina Geithner; luego vino Eternamente Manuela interpretando a Mateo en 1995, donde se consagró como primer actor.
Un camino que empezó en Ellas, y prosiguió en decenas de producciones como La rosa de los vientos, Pobre Pablo en 2000 o Francisco el matemático, además de papeles en el teatro con Fanny Mikey o Jorge Alí Triana. También participó en telenovelas venezolanas como Morena Clara en 1994 y Samantha en 1998.
En paralelo a su papel de galán, Alejandro Martínez se metió en la música desde muy joven, primero en el coro del conservatorio nacional y, después, empuñando la guitarra, lo que lo llevó a grabar varios discos.

### Vida personal
Alejandro Martínez estuvo casado con la modelo Adriana Arboleda, de quien se divorció tres años después.

## Filmografía

### Televisión
| Año       | Título                                | Personaje                      | Cadena                     |
| --------- | ------------------------------------- | ------------------------------ | -------------------------- |
| 2023      | Paraíso blanco                        | Willheim Lehder                | Vix                        |
| 2020      | Decisiones: unos ganan, otros pierden | Guillermo                      | Telemundo                  |
| 2020      | La de troya                           | Marcelo                        | Señal Colombia             |
| 2019      | Bolívar                               | Dr José Antonio Caro           | Caracol Televisión         |
| 2019      | El final del paraíso                  | Roberto Conde                  | Telemundo                  |
| 2019      | La gloria de Lucho                    | Camilo                         | Caracol Televisión         |
| 2016-2017 | Las Vega's                            | Álvaro Sandoval                | Canal RCN                  |
| 2013-2014 | Comando elite                         | El Armero                      | Canal RCN                  |
| 2013      | Allá te espero                        | Jeronimo Castillo              | Canal RCN                  |
| 2012      | Escobar, el patrón del mal            | Marcos Herber                  | Caracol Televisión         |
| 2012      | BeyWheelz                             | Jin Ryu y Covey Horn           | Disney Channel             |
| 2011      | Confidencial                          | Juan Sanabria                  | Caracol Televisión         |
| 2010-2011 | La Pola                               | Camilo Torres                  | Canal RCN                  |
| 2010      | El Cartel 2                           | Mayor Luis Madero              | Caracol Televisión         |
| 2009      | El fantasma del Gran Hotel            | Padre Rafael Gil               | Canal RCN                  |
| 2008-2009 | Doña Barbara                          | El Tigre                       | Telemundo                  |
| 2008-2009 | Infieles anonimos                     | Gabriel                        | Canal RCN                  |
| 2006-2007 | El engaño                             | Alejandro Villegas             | Caracol Televisión         |
| 2005      | Infieles                              | Gabriel                        |                            |
| 2004-2005 | La saga, negocio de familia           | Felipe 'Pipe' Ruiz             | Caracol Televisión         |
| 2004      | Francisco el Matemático               | Francisco Santamaria           | Canal RCN                  |
| 2003-2004 | La costeña y el cachaco               | Luciano 'Luchi'                | Canal RCN                  |
| 2000-2002 | Pobre Pablo                           | Federico Villegas de la Concha | Canal RCN                  |
| 1999      | Marido y mujer                        | Nelson Mendez                  | Caracol Televisión         |
| 1998      | Samantha                              | Luis Alberto Aranguren Luján   | Venevisión                 |
| 1995-1996 | Eternamente Manuela                   | Mateo Cobo                     | RCN Televisión-Canal A     |
| 1994      | Morena Clara                          | Andino                         | Venevisión                 |
| 1992-1993 | La maldición del paraíso              | Cristóbal Rivera               | Jes-Canal A                |
| 1992      | Sangre de lobos                       | Carlos Jose Millan             | Jes-Canal A                |
| 1991      | FM Stereo                             | Protagonista                   | Unimax tv                  |
| 1991      | Ellas                                 |                                | RTVE                       |
| 1990      | Pequeños gigantes (Colombia)          |                                | Caracol Televisión         |
| 1989-1990 | La rosa de los vientos                | Felipe Colmenares              | Punch-Canal 1              |
| 1988      | El cacique y la diosa                 |                                | Producciones PUNCH/Canal 1 |
| 1988      | Historias juveniles                   |                                |                            |

La Incondicional (2021) serie web para crema de leche Alpina

### Reality
| Año  | Título                | Rol          |
| ---- | --------------------- | ------------ |
| 2021 | ¿Quién es la Máscara? | Participante |
| 2004 | La Granja Tolima      | Participante |

## Cine
| Año  | Título           | Personaje        |
| ---- | ---------------- | ---------------- |
| 2016 | Pablo            | Pablo Hinestrosa |
| 2007 | Miradas urgentes |                  |

### Teatro
| Año  | Obra                    |
| ---- | ----------------------- |
| 2013 | Mentiras, el musical    |
| 1997 | Y se armó la mojiganga  |
| 1990 | Los mosqueteros del rey |

## Premios y nominaciones

### Premios TVyNovelas
| Año  | Categoría                             | Telenovela o serie         | Resultado |
| ---- | ------------------------------------- | -------------------------- | --------- |
| 2013 | Mejor actor antagónico de serie       | Escobar, el patrón del mal | Nominado  |
| 2001 | Mejor actor antagónico                | Pobre Pablo                | Nominado  |
| 1996 | Mejor actor protagónico de telenovela | Eternamente Manuela        | Nominado  |
| 1994 | Mejor actor protagónico de telenovela | La maldición del paraíso   | Nominado  |

### Otros premios
| Año | Premio                  | Categoría              | Telenovela o serie       | Resultado |
| --- | ----------------------- | ---------------------- | ------------------------ | --------- |
|     | Simón Bolívar           | Mejor Actor            | La maldición del paraíso | Ganador   |
|     | Gran Águila (Venezuela) | Mejor Actor Extranjero | Marido y mujer           | Ganador   |

## Álbumes
- 1995: Alejandro Martínez
- 1998: Mi único amor
- 2010: Canción del Alma